# Провулок Цимбалів Яр
Прову́лок Цимба́лів Яр — провулок у Голосіївському районі міста Києва, місцевість Цимбалів яр. Пролягає від вулиці Цимбалів Яр до проспекту Науки (з'єднується сходами). На своєму початку має три відгалуження, два з яких починаються від вулиці Цимбалів Яр, а третє прямує від провулку Цимбалів Яр до тупика. 
Прилучаються вулиці Малокитаївська і Оскольська.

## Історія
Провулок відомий з 1-ї чверті XX століття під сучасною назвою.